# 裴得宣
裴得宣（越南语：／；？—1795年），又名裴得繼，越南西山朝国戚、辅政大臣。

## 生平
裴得宣，歸仁府綏遠縣人，其父为裴得樑，弟为刑部尚書裴文日，又有同母異父姐妹范氏蓮，与裴氏雁同族。范氏蓮、裴氏雁嫁阮惠为妻，裴得宣兄弟遂以姻親跻身西山朝廷中枢。光中元年（1788）十一月，阮惠于富春称帝，立范氏蓮为皇正后。光中五年（1792），光中帝阮惠死後專掌朝政。本來阮惠想讓中書令陳文紀、少傅陳光耀一起輔政。但阮光纘年幼貪玩，裴得宣經常陪阮光纘遊玩，因此得以獨專權柄。裴得宣將陳文紀貶謫到外地。而陳光耀的妻子裴氏春是裴得宣的侄女，因此陳光耀仍掌兵權。裴得宣的專權導致眾多文臣武將的不滿。
1793年，阮福映攻打歸仁，阮岳遣人向富春朝廷求救。阮光纘派兵支援，並在戰後兼併了歸仁朝廷的領地，封阮岳之子阮文寶為孝公。1794年，裴得宣之子裴得宙被任命為贊議，前往歸仁監視阮文寶的舉動。
1795年冬季，裴得宣欲削武文勇兵權，召之回富春（今順化）。武文勇自北河回，途中經陳文紀的慫恿，決定發動兵變。武文勇與范公興、阮文訓合謀，以在富春南郊祭旗為名，突然包圍了裴得宣的府邸禪林寺。恰巧裴得宣當夜宿於阮光纘的宮中，於是武文勇包圍了皇宮，強迫阮光纘將裴得宣送出宮殿。武文勇派人誘捕了裴得宣的黨羽裴得宙、吳文楚等人，羅織了裴得宣的罪狀，將其溺死於香江。阮光纘不能阻止，唯有垂泣而已。
裴得宣死後，陳光耀與武文勇發生軍事衝突。雖然在阮光纘的斡旋下雙方和解，但陳光耀與武文勇長期不和，西山朝勢力被大大削弱。